# Náoussa (Imathie)
Pour les articles homonymes, voir Náoussa.
Naousa (grec : Νάουσα, historiquement Νάουσσα, Naoussa), officiellement Ville Héroïque de Naousa, est une ville (dème) d'Imathie, unité régionale de la Macédoine centrale, en Grèce. Elle est située au pied du mont  Vermion. Selon le recensement de 2021, la population de la ville s'élevait à 19 706 habitants et celle de la communauté démotique du même nom à 30 054 habitants.
Un décret royal du 1955 a désigné Naousa comme ville héroïque, honorant la lutte de ses habitants pendant la guerre d'indépendance grecque. Un monument situé sur le site de Stoubanoi, près de la rivière Arapista, commémore le sacrifice des femmes qui, 1822, se jetèrent dans cette rivière avec leurs enfants, pour ne pas tomber aux mains des Ottomans. Naoussa est célèbre pour son carnaval, sa station de ski et sa production viticole, ainsi que pour les sites archéologiques découverts à l'emplacement de l'ancienne Mieza. Depuis 2021, elle est membre de l'Institut européen des itinéraires culturels.

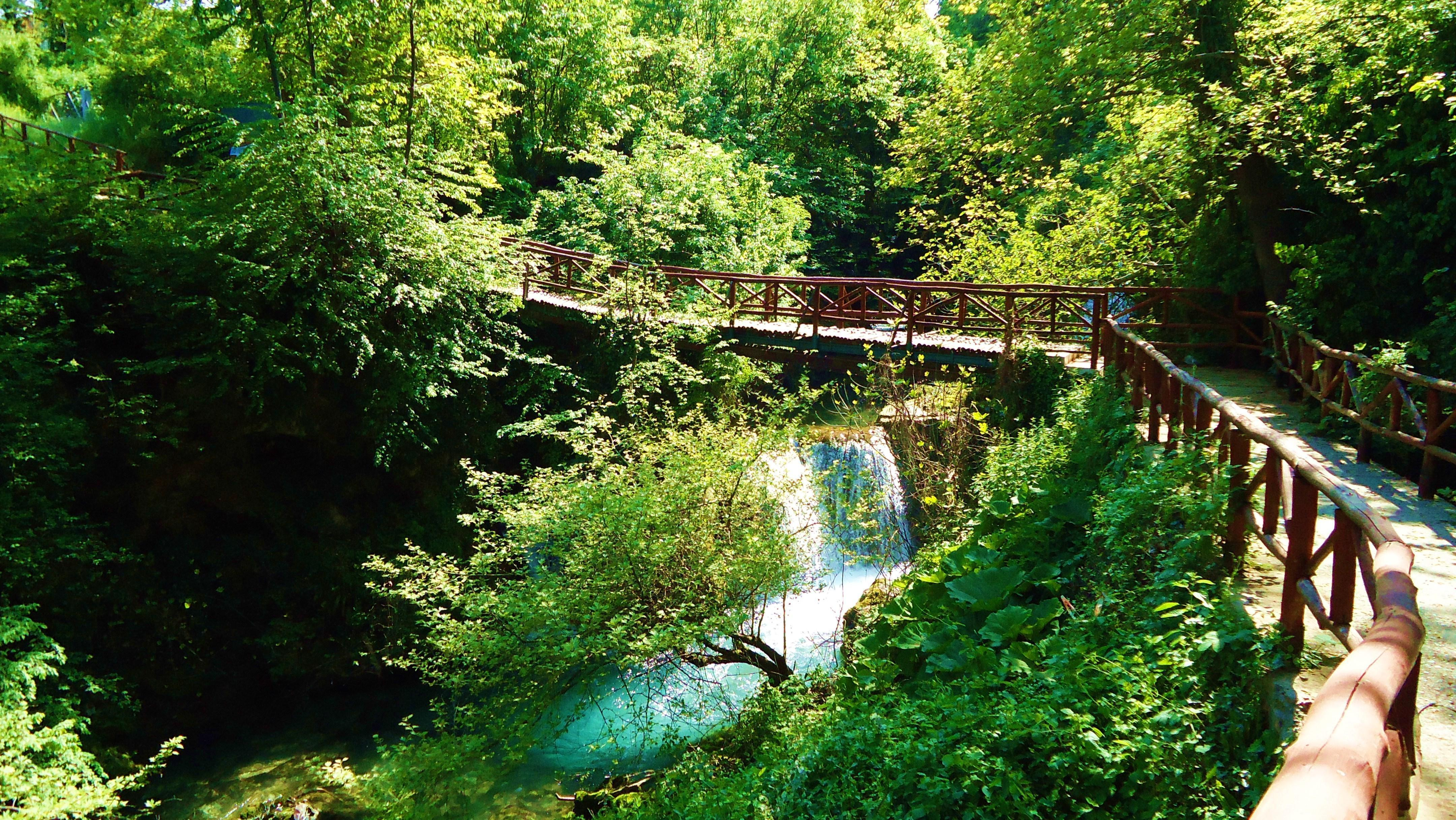
La revière Arapitsa

## Histoire

### Antiquité
Hérodote situe dans la région de Naousa « les jardins fertiles du roi Midas, fils de Gordios ». Bien qu'aucune colonie ancienne n'ait été identifiée à l'emplacement actuel de la ville, de nombreuses découvertes archéologiques sur les sites de Kopanos, Hariessa et Lefkadia remontent à l'ère du bronze jusqu'à la période romaine. Elles indiquent la présence d'une ville importante (Mieza), où ont été découverts l'école d'Aristote, un théâtre antique et plusieurs tombes de l'époque hellénistique. Mieza est également mentionnée dans une dédicace à l’oracle de Delphes.

### Époque ottomane
Les informations décrites dans cette section proviennent principalement des écrits de François Pouqueville, William Martin Leake et Basile Nicolaïdes. Tous trois ont visité la Macédoine administrée par les Ottomans et ont fait référence à Naousa. Par ailleurs, deux ouvrages historiques des auteurs grecs Efstathios Stougianakis et Thomas Bliatkas sont consacrés exclusivement à Naousa.
La ville actuelle a été fondée dans la seconde moitié du XIVe siècle. Au cours de ce siècle, la Macédoine, après avoir fait partie des Empires byzantin et serbe, avait commencé à être conquise par les Ottomans. L'anarchie régnait dans la région et les gens se réfugièrent sur le lieu actuel de Naousa, d'où ils pouvaient facilement voir les dangers imminents, la plaine entière étant à leurs pieds. La fondation officielle de la ville dans le cadre de l’Empire ottoman est associée au commandant militaire Evrenos (en). Son nom ottoman était Ağustos, qui a évolué vers le grec Niaousta, puis Naousa.
Depuis sa fondation, Naousa était une ville chrétienne, les seuls Ottomans présents étant le Cadi et le Voïvode (commandant). Ses habitants avaient bénéficié d'importants privilèges fiscaux, de droits à l'autonomie gouvernementale, ainsi que du droit d'avoir leur propre garnison. Beaucoup de ces privilèges furent obtenus grâce à l'intervention de Mara Branković, fille du souverain serbe Đurađ Branković et épouse du sultan Murad II. Cela se traduisit par une augmentation rapide de la population et le développement de l'artisanat (armement, orfèvrerie, tissage, etc.). Le explorateur ottoman Evliya Çelebi mentionne que, lors de sa visite au XVIIe siècle à Naousa, celle-ci était habitée par des Grecs. C'était déjà un centre urbain bien connu avec un millier de maisons et une influence économique dans la région.
Un soulèvement important eut lieu en 1705, lorsqu'un responsable ottoman arriva dans le but de recruter de jeunes garçons pour les bataillons de janissaires. Les habitants refusèrent de lui remettre leurs enfants et l'ont tué ainsi que deux personne de sa suite. Une centaine de personnes, menée par l'armatole Zisis Karademos et ses deux fils, hissèrent le drapeau de la rébellion. Cependant, un détachement de 800 Ottomans réussit à encercler les rebelles et finalement à tuer Karademos. Ses deux fils furent arrêtés et condamnés à mort. Le soulèvement des Naousiens en 1705 contribua à la fin du devchirmé dans les Balkans.
En 1772, Naousa devint l'un des centres d'une conspiration en vue d'une rébellion contre les Ottomans, à l'instigation de Sotirios Lefkadios, un agent de l'Empire russe. Les évêques d'Édessa, Véria, Servia, Kozani et d'autres villes décidèrent de former des corps militaires. Les Ottomans, craignant une attaque de la flotte russe, commirent de nombreuses atrocités contre les Grecs. Cette situation prit fin avec le Traité de Koutchouk-Kaïnardji (1774), qui obligea l'Empire ottoman à accorder de nombreux privilèges aux Grecs.
Après cet évènement, Naousa continua à se développer sur un rythme rapide. En un siècle, sa population doubla presque et la ville devint réputée tant pour ses vins que pour ses activités pédagogiques. Un tel épanouissement suscita l'intérêt de l'ambitieux Ali Pacha de Ioannina. À partir de 1975, il tenta à plusieurs reprises d'annexer la ville à son administration, par le biais de sièges ou de trahisons. Il atteignit son objectif en 1804, mais il fut obligé, sur ordre du sultan, d'abandonner la ville huit ans plus tard.
Malgré sa prospérité, Naousa participa à la guerre d'indépendance grecque en février 1822. La révolution fut déclarée solennement dans la cathédrale, avec messe, sermons, chants révolutionnaires et drapeaux sur les tours et les portes de la ville. Les opérations militaires révolutionnaires furent menées par Zafeirakis Theodosiou et Anastasios Karatasos. Mais le 14 mars, Abdul Abud, le pacha de Thessalonique, commença le siège de la ville  avec 16 000 soldats et 12 canons. Les Grecs défendirent Naousa avec une force de 4 000 hommes. Le 24 mars, les Ottomans déclenchèrent un bombardement qui dura plusieurs jours. Leur attaque échoua, mais le 6 avril, ayant reçu un renfort de 3 000 hommes supplémentaires, ils vainquirent finalement la résistance grecque et entrèrent à Naousa. S'ensuivirent une destruction complète de la ville, des pillages, des massacres et des persécutions de la population. Plusieurs femmes préférèrent se suicider en se jetant avec leurs enfants dans la cascade d'Arapitsa, sur le site de Stubanoi, plutôt que de se laisser capturer. Selon les documents officiels ottomans, 409 Naousiens furent tués, 33 quittèrent la ville et 198 furent graciés. Plus de 400 femmes et enfants furent vendus comme esclaves. Les biens des morts et des fugitifs (655 maisons) ainsi que ceux de l'Église furent confisqués. La chute et le massacre de Naousa marquèrent la fin de la révolution grecque en Macédoine centrale. Pendant les plusieurs qui suivirent cette catastrophe, la ville perdit ses privilèges. De nombreux habitants se rendirent dans le sud de la Grèce pour y continuer la lutte dans le cadre de la guerre d'indépendance grecque.

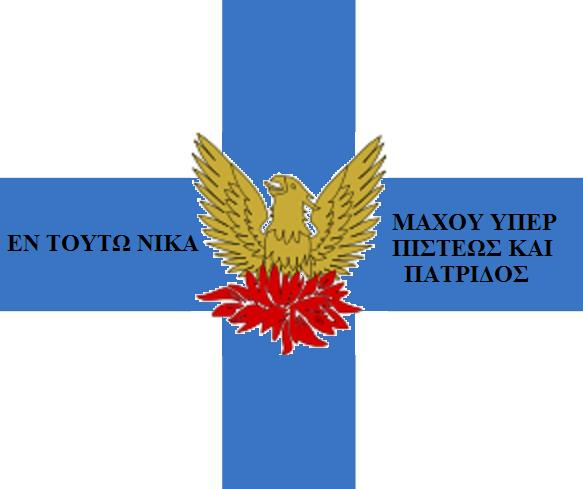
Drapeau de la révolution de 1822

Malgré la dévastation du 1822, Naousa se rétablit rapidement. Au cours des dernières années de la domination ottomane, la ville connut une grande prospérité commerciale et industrielle, favorisée par les réformes Tanzimat dans l’Empire ottoman, qui attribuèrent aux chrétiens des droits égaux à ceux des musulmans. Une première filature de coton fut fondée en 1875 et, en 1910, six unités industrielles au total étaient opérationnelles, ce qui lui valut l'appellation le Manchester des Balkans. L'industrialisation bénéficia grandement de l'énergie bon marché fournie par les cascades.
Pendant la lutte macédonienne, Naousa était un centre important contre l'action des comitadjis bulgares, soutenant notamment les groupes rebelles grecs dirigés par Epaminondas Garnetas et Ioannis Simanikas.

### État grec
Naousa fut libérée de la domination ottomane le 17 octobre 1912. Lorsqu'elle rejoignit l'État grec, comme prévu par le Traité de Bucarest, sa population était d'environ 10 000 habitants, dont 20 % de travailleurs. De nouvelles unités industrielles furent fondées, l'agriculture fut modernisée, l'arboriculture systématique fut mis en place et le commerce extérieur se développa.
La population de la ville augmenta considérablement après la Guerre gréco-turque (1919-1922) et le Traité de Lausanne qui s'ensuivit. C'est ainsi qu'un grand nombre de réfugiés grecs, originaires d'Asie Mineure, s'y installa.
Durant l'occupation allemande, les Naousiens participèrent activement à la résistance grecque. Le grand nombre de travailleurs vivant dans la ville constituait un terrain propice au recrutement du Parti communiste grec (KKE). De plus, les massifs montagneux autour de Naousa facilitaient l'action de l'Armée populaire de libération grecque (ELAS). L'ELAS libéra Naousa en septembre 1944.
Au cours de la Guerre civile grecque qui suivi, la ville subit de fréquentes attaques de guérillas. En 1946, une grande partie de Naousa fut incendiée. En janvier 1949, l'Armée démocratique de Grèce occupa la ville pendant quelques jours, incendia des bâtiments et kidnappa des habitants, notamment les jeunes femmes. Lors d'un nouvel assaut en juin 1949, 300 habitants furent pris en otages. De 1945 à 1949, trois maires de Naousa furent exécutés et les archives municipales détruites. Finalement, après une attaque de l'armée de l'air nationale, les rebelles en retraite libérèrent les personnes enlevées.

## Jumelages
- Assénovgrad (Bulgarie)
- Faches-Thumesnil (France) depuis 1992
- Náoussa (Grèce) depuis 1993, ville homonyme sur l'île de Paros
- Podgorica (Monténégro)
- Zgorzelec (Pologne) depuis 1998, moitié orientale polonaise de Görlitz
- Görlitz (Allemagne) depuis 2014, moitié occidentale allemande de Zgorzelec